# Rungata
Rungata – miasto w Kiribati; na atolu Nikunau; 1300 mieszkańców (2006). Przemysł spożywczy.